# Tumordicke nach Breslow
Die Tumordicke nach Breslow (oder auch Breslow-Level) ist eine histologische Klassifikation, um die Stadien eines malignen Melanoms und die daraus abgeleitete Prognose zu beurteilen. Dabei wird in operativ entferntem Krebsgewebe die absolute Dicke des Tumorgewebes vom Stratum granulosum der Epidermis bis zum tiefsten noch nachweisbaren Tumorgewebe gemessen. Die Tumordicke wird dann in Millimetern angegeben. Im Gegensatz zum Clark-Level wird die Tumordicke nach Breslow unabhängig von der Invasion verschiedener Hautschichten ermittelt. 
Die Tumordicke wird nach dem ursprünglichen System von Breslow in fünf verschiedene Bereiche eingeteilt: 
- < 0,75 mm
- 0,76–1,49 mm
- 1,50–2,49 mm
- 2,50–3,49 mm
- > 3,5 mm.

Der Breslow-Level gilt als wichtigster prognostischer Aspekt bei einem malignen Melanom. Bei der niedrigsten Stufe der Tumordicke (< 0,75 mm) beträgt die Fünfjahresüberlebensrate mehr als 90 Prozent.
Dieses Einteilungssystem ist nach dem US-amerikanischen Pathologen Alexander Breslow benannt, der es 1970 veröffentlichte.